# Джани Ланча
Джани Ланча е италиански предприемач и автомобилен състезател, син на Винченцо Ланча и Адел Милиети.

## Биография
Джовани (Джани) Ланча е роден на 16 ноември 1924 във Фобело, близо до италианския град Торино, в заможното семейство на Винченцо и Адел Ланча. От малък Джани е бил част от културния и обществения живот на Торино. Бил е близък и с братовчедите си и особено с чичо си Артуро Ланча, който известно време е в директорския отдел. Джани има две сестри – Анна Мария и Елеонора. След като завършва средното си образование, заедно със сестрите си завършва Техническия университет в Пиза. Подобно на баща си, обича автомобилните спортове. Почитател е на спортните автомобили. Днес също като дядо си Джузепе Ланча се занимава с хранителен бизнес в Южна Америка. Определя се като щастлив човек, но уморен от живота. Притежава автомобил BMW X5.

## Личен живот
От първия си брак на Джани има двама сина – Винченцо и Мариеле. Вторият му брак е с актрисата Жаклин Сасар. Двамата имат син, Лоренцо.

## Кариера
Още от юношески години Джани работи в семейната компания като наследник на марката. До смъртта на баща си работи като негов помощник при разработката на автомобилите. Има приноси за спортните версии на някои от моделите. След смъртта на Винченцо Джани прави първи стъпки в ръководството на компанията с огромната помощ на Виторио Яно. Двамата създават един от най-важните модели – Lancia Aurelia. Двамата развиват бъдещето на марката. Страстта му към спортните автомобили го кара да изразходи средства за скъпи прототипи и автомобили и се налага да продаде главния дял на компанията на Карло Пезенти. Кризата, в която е изпаднала автомобилната индустрия, също допринася за този факт. Джани започва свой собствен бизнес по старата семейна традиция.